# Folsomia quadrioculata
Folsomia quadrioculata – gatunek skoczogonka z rzędu Entomobryomorpha i rodziny Isotomidae. Gatunek pospolity, szeroko rozprzestrzeniony w Holarktyce.

## Opis
Długość ciała do 2,5 mm. Ubarwiony biało lub jasno szaro z mniej lub bardziej rozproszonym czarnym barwnikiem. Pseudoocelli (oczka) obecne po parze z każdej strony głowy. Narząd pozaczułkowy wydłużony, długością zbliżony do odległości między pseudoocelli. Pazurki pozbawione ząbków. Nasada widełek skokowych dłuższa niż ramiona, z jedną parą szczecinek (setae). Grzbietowa strona ramion z kilkoma niewielkimi karbami pośrodku, brzuszna zaś z 6-8 szczecinkami. Wyrostki szczytowe 3-4 razy krótsze od ramion. Istotną cechą pozwalającą na odróżnienie go od podobnego Folsomia manolachei jest lokalizacja sensillum tylnego kąta grzbietowej strony drugie segmentu tułowia. U F. quadrioculata jest ono wysunięte do przodu, przez co nie znajduje się w tylnym rzędzie szczecinek jak u F. manolachei.

## Biologia i ekologia

### Habitat
Bytuje w mchu, ściółce leśnej, pod odstającą korą drzew. Znajdowany też w ziemi doniczkowej.

### Adaptacja do niskich temperatur
Zasięg występowania tego gatunku obejmuje większą część Arktyki i obszarów subarktycznych. W związku z tym skoczogonek ten wykształcił, podobnie jak Megaphorura arctica, zdolność do kontrolowanego odwodnienia ciała, dzięki czemu chroni się podczas ekstremalnie niskich, zimowych temperatur przed zamarznięciem.

## Występowanie
Gatunek pospolity, szeroko rozprzestrzeniony. Występuje w większości krajów Europy, północnej Afryce, północnej i środkowej Azji, Grenlandii, Ameryce Północnej i Nowej Zelandii. Wykazany również z Polski.